# Clemens Schultze (Komponist)
Clemens Schultze (* 7. Dezember 1839 in Bückeburg; † 13. September 1900 ebenda) war ein deutscher Hofpianist und Komponist. Er war der Vater des Komponisten Clemens Schultze-Biesantz. Vater und Sohn werden zuweilen miteinander verwechselt.

## Leben und Werk
Clemens Schultze war Schüler von Henry Litolff, Ignaz Moscheles und Moritz Hauptmann. Er wirkte als Hofpianist des Fürsten zu Schaumburg-Lippe. Er veröffentlichte Klavierstücke sowie die Täglichen Studien der Klaviertechnik. Clemens Schultze gab überarbeitete Übungsliteratur von Carl Czerny heraus.